# 자동판매기 부품
자동판매기(약칭 '자판기') 부품은 자동판매기에 들어가는 부속을 의미한다. 일례로, 동구전자, 대화전화, 캐리어(LG) 등에서 부품을 생산하고 있다.

## 시장
자동판매기 부품 시장은 대표적으로 동구전자, 대화전자, 삼성전자, 캐리어(엘지) 등이 있다. 이들이 생산하는 제품이 각종 매체를 거쳐 소비자에게 유통된다. 업력 20년 이상 자동판매기 전문 기업 '삼성동대구자판기' 홈페이지에 따르면, 동구전자의 경우 밸브/판넬히터, 그릴/컵디스펜스 부위, PCB, 히터탱크 ASSY, 저수위센서 외 온도감지봉, 실리콘호스, 물통/체크밸브/아답터패킹/아답터, 노즐/하우징컵/국산차부, 커피믹싱볼, 물받이, 열쇠, 코인센서, 동전투입구, 재료통 ASSY, 데칼류, 모터류 등 무수히 많은 부품이 존재하는 것으로 나타났다.

## 판매 업체
과거에는 자동판매기 부품의 경우 자동판매기 쇼핑몰 등에서 부자재 형식으로 판매했다. 그런데, 부품 시장의 수요가 증가함에 따라 아예 자동판매기 부품만을 전문적으로 취급하는 쇼핑몰도 생겨났다. 보관됨 2019-07-31 - 웨이백 머신
2019년 6월 7일, 포털사이트 네이버에 '자판기부품(웹사이트)' 을 키워드로 검색한 결과, <벤딩1번가>가 최상위로 노출되는 것으로 확인됐다. 그 다음으로 <커피천지>, <자판기백화점>, <커피디씨마트>,<삼성동대구자판기> 등의 순으로 파악됐다.

## 판매 상품
판매되는 자동판매기 부품은 다음과 같다. 다음 명단은 일부를 기재한 것으로, 실제는 더 많다.
- 밸브 / 판넬히터(동구전자)
- 그릴/컵디스펜스 부위(동구전자)
- PCB(파워.서브.메인.SMPS)(동구전자)
- 인네이,대쉬보드.버튼외(동구전자)
- 히터탱크 ASSY(동구전자)
- 저수위센서외 온도감지봉(동구전자)
- 컵도어 / 스프링(동구전자)
- 물통.체크밸브.아답터패킹.아답터(동구전자)
- 실리콘호스(동구전자)
- 노즐 / 하우징컵/국산차부(동구전자)
- 커피믹싱볼,물받이,열쇠(동구전자)
- 전원부(트랜스/휴즈)(동구전자)
- 코인센서 / 동전투입구(동구전자)
- 재료통ASSY(동구전자)
- 재료통(부속-깔대기외)(동구전자)
- 데칼류 (데칼/도어류)(동구전자)
- 모터류 (믹싱/반출/팬)(동구전자)
- 공용 SMPS(신형) 삼성/롯데기공(삼성전자)
- 재료통.슈트.믹싱부위(삼성전자)
- 모터.환기팬.급수펌프(삼성전자)
- 컵디스펜스부위(삼성전자)
- 밸브류(삼성전자)
- 컵도어외(삼성전자)
- 히터탱크부위(삼성전자)
- 물통.정수필터(삼성전자)
- 밸브류[캐리어(엘지)]

## 협회
자동판매기 부품 수요가 증가하자, 유일한 자판기부품 협회인 한국자동판매기부품협회도 등장했다. (한국자동판매기부품협회)